# 詹姆斯·亨利·布雷斯特德
詹姆斯·亨利·布雷斯特德（英語：James Henry Breasted，1865年8月27日—1935年12月2日），出生在美國伊利諾州的罗克福德，是美国考古學家和史學家。他曾入讀芝加哥大学、耶魯大學和柏林大學，是第一個獲得埃及學博士學位的美國公民。
他1905—1933年任芝加哥大学埃及学与东方史教授。又主持该校东方研究所。曾到埃及、苏丹和西亚等地进行考古发掘，把大批珍贵文物运往美国。著有《埃及史》《埃及古代文献》等。

## 著作
- 《埃及古文献》（Ancient Records of Egypt: Historical Documents from the Earliest Times to the Persian Conquest），芝加哥大学出版社，1906-1907
- 《文明的征程》（The Conquest of Civilization），纽约、伦敦: Harper and Brothers. 1926.
- 《地中海的衰落》（the Decline of the Mediterranean）
- 《地中海争霸史》（Hegemony tn the Mediterranean）

## 外部連結
- Address to the American Historical Association （页面存档备份，存于）
- Oriental Institute Museum's 2010 exhibit, "Pioneers to the Past: American Archaeologists in the Middle East 1919-1920"  （页面存档备份，存于）